# Nastassja Bolívar
Nastassja Isabella Bolívar Cifuentes (Miami, Florida; 24 de octubre de 1988) es una presentadora, modelo y reina de belleza estadounidense de origen nicaragüense (por parte de madre) y colombiano (por parte de padre). Fue la ganadora del certamen de belleza Miss Nicaragua 2013 donde representó el municipio de Diriamba. 
Además de ser también la representante de Nicaragua en el Miss Universo 2013 quedó en las cuartofinalistas del top 16, ella es la tercera candidata nicaragüense en 6 años en la que Xiomara Blandino entrará por segunda vez en 2007. Actualmente es la presentadora del backstage de La Voz: Estados Unidos.

## Nuestra Belleza Latina 2011
El 6 de marzo de 2011 Nastassja Bolívar ganó el certamen de Nuestra Belleza Latina organizado por la cadena Univision. Nastassja, hermosa, carismática y talentosa, enfrentó al jurado compuesto por Osmel Sousa, Lupita Jones y Julián Gil resultando electa como Nuestra Belleza Latina 2011.

## Miss Nicaragua 2013
El 2 de marzo de 2013 Nastassja Bolívar es coronada como Miss Nicaragua 2013 en un evento realizado en el Teatro Nacional Rubén Darío, con la participación de un total de 13 candidatas en representación de diferentes departamentos del país. 
Bolívar estuvo entre las cinco finalistas junto a Celeste Castillo, Cristina Soto, Daysi Largaespada y Luviana Torres. 
En este concurso también fue coronada como "Miss Simpatía Nicaragua 2013" Katherine Molina de Chinandega, este es el premio que otorga el público por medio de votación vía SMS.

### Premios
Nastassja fue premiada con 6 de 9 premios no oficiales que los patrocinadores que apoyan el Miss Nicaragua 2013 le dan a las candidatas que proporcionaron la imagen y proyectaron el producto en distintas fases. 
| Patrocinador    | Premio                                              | Evaluación                                         | Candidata                     |
| --------------- | --------------------------------------------------- | -------------------------------------------------- | ----------------------------- |
| Miss Simpatía   | $ 1,000 Efectivos                                   | Votación Vía SMS Claro                             | Chinandega - Katherine Molina |
| Tulipanes Spa   | $ 1,500 en Servicios                                | Salud de la Piel y Simetría Corporal               | Diriamba - Nastassja Bolívar  |
| Mirada Bella    | $500 Efectivos de parte de Ópticas Münkel           | Elección de Arco Estético y Fotografías            | Diriamba - Nastassja Bolívar  |
| Mejor Sonrisa   | 1 Año de Servicio Odontológico Dental Care Gratis   | Tamaño y Proporción de Dientes y Labios            | Diriamba - Nastassja Bolívar  |
| Fil Club        | 1 Viaje para 2 Personas a Cancún con Gastos Pagados | Actitud y Desempeño Deportivo                      | Managua - Celeste Castillo    |
| Virtual Claro   | Tableta Cortesía de Claro                           | Ganadora por Voto Popular Facebook                 | Diriamba - Nastassja Bolívar  |
| Piel Camay      | Productos Camay                                     | Homogeneidad, Hidratación y Firmeza de la Piel     | Diriamba - Nastassja Bolívar  |
| Cabello Pantene | Productos Pantene                                   | Brillo, Textura, Volumen y Largo                   | Managua - Luviana Torres      |
| Rostro Avon     | Productos Avon                                      | Naturalidad, Sonrisa, Cutis Impecable y Maquillaje | Diriamba - Nastassja Bolívar  |

## Miss Universo 2013
La mujer más bella de Nicaragua fue coronada por Farah Eslaquit, por ello Nastassja Bolívar participó en representación de Nicaragua en el Miss Universo 2013 que se celebró el 9 de noviembre de 2013 en Moscú, Rusia.
En dicho certamen logró clasificar entre las 16 mujeres más bellas del universo siendo esta la tercera vez que Nicaragua pasa a semifinales en un certamen de Miss Universo, logrando obtener el premio al mejor traje nacional, por lo que obtuvo un premio de $5000 dólares en tarjeta de crédito otorgado por el "Russian Standard Bank".

## Concursos
- Nuestra Belleza Latina 2011
- Miss Nicaragua 2013
- Miss Universo 2013
- La voz 2020